# 萌系魔法師
《萌系魔法師》（日語：ドスペラード）是大和田秀樹的本格幻想黑道漫畫。在2006年9月號《Champion RED》上開始連載，並於2007年7月號上以「第一部完」的名義結束。會不會有第二部，由2007年7月發售的單行本銷售量決定。中文版由長鴻出版社發行。
因為本作品的主角設定，所以在台灣的網路上還出現以魔法師代稱單身處男的情況，並以「魔法師公會」做為去死去死團的另一個名字。

## 作品概要
在本作中，黑道們使用魔法而不是槍械來武裝自己。突然間，使用唯有處男才能使用的「禁斷萌系魔法」的魔法師們瞬間席捲原本黑道們的世界，能夠對抗他們的只有同樣的萌系魔法師。
本作基本上是搞笑漫畫，卻有「整頁佈滿打扮成魔法少女的黑道」、「秋葉原中超過30歲的處男集團成為最初的魔法使」等瘋狂的內容，挑戰讀者的接受極限。如果說作者的另一個作品《大魔法峠》是黑道般的魔法少女，那本作就是魔法少女般的黑道，對比非常鮮明。

## 劇情簡介
騎士團曆885年，魔法師公會聖龍會會長帕司孜魯·多·夏爾雷被鳳凰會系黑巨蟒組組長布歇米·荷普暗殺，為騎士團領國境之街布庫洛的魔法社群帶來很大的震撼。在這場混亂當中，離開聖龍會出外流浪的英次為了遵守與會長的約定，回來擔任會長女兒瑪莉安的保鑣。實際上英次是會變身成魔法少女裝扮，使用禁斷屬性「萌」的魔法師。
不斷打倒刺客的英次，最後敗在凌駕英次的萌系魔法師手上。英次前往聖地原葉秋接受復活試煉，卻因重新體驗過去的心靈創傷而到平凡的日常生活去逃避現實，但最後英次還是在自己心靈深處從新發現萌之心而有飛越性的成長。

## 登場人物
英次
本作主角。使用超越地火水風四種屬性之禁斷屬性「萌」的魔法使。在浴室被瑪莉安看到全裸並被說「好小」後，受到很大打擊而離開布庫洛。冒著生命危險保護瑪莉安的安全。目前還是處男。使用魔法時會變身為女僕風魔法少女，揮舞著魔杖「琶琵空」。
魔法咒文為「Lonely、Lovely、Symmetry、小熊ship、Lollipop」。
瑪莉安
聖龍會會長帕司孜魯·多·夏爾雷的女兒。被企圖支配布庫洛的鳳凰會與在其背後撐腰，信仰鯉魚的邪教徒追殺。由於英次擅自離開布庫洛而討厭她，但沒有發現原因出在自己身上。
巴茲·哈蒙德
聖龍會少頭目。
賽西魯·庫力卜
聖龍會飛龍組組長。
洛克·龐普金
聖龍會南瓜組組長。組員全帶著南瓜。
最終兵器「彼女」
唯一能夠對抗最終處男英次的武器。如其名能夠給英次致命一擊。

## 世界觀
有原葉秋等類似現代日本的地名，實際上舞台是在因為魔法暴走而一度滅亡的地球。
這個世界是由騎士團維持治安，魔法使公會則完全成為黑道組織。

## 出版書籍
日文版
- 2007年8月20日發行 ISBN 978-4-253-23089-6

中文版
- 2008年5月16日發行 無ISBN

## 外部連結
- 萌系魔法師（漫畫）在動畫新聞網百科全書中的資料（英文）